# محمد علي السويسي
محمد علي السويسي هو سياسي تونسي.

## السيرة الذاتية
شغل محمد علي السويسي منصب وزير التجهيز في حكومة الهادي نويرة بين 7 نوفمبر 1979 و15 أبريل 1980.